# Тімбервілл (Вірджинія)
Тімбервілл (англ. Timberville) — місто (англ. town) в США, в окрузі Рокінгем штату Вірджинія. Населення — 2963 особи (2020).

## Географія
Тімбервілл розташований за координатами 38°38′2″ пн. ш. 78°46′16″ зх. д. / 38.63389° пн. ш. 78.77111° зх. д. (38.633777, -78.771138).  За даними Бюро перепису населення США в 2010 році місто мало площу 3,33 км², з яких 3,28 км² — суходіл та 0,05 км² — водойми.

## Демографія
Згідно з переписом 2010 року, у місті мешкали 2522 особи в 1067 домогосподарствах у складі 681 родини. Густота населення становила 758 осіб/км².  Було 1166 помешкань (350/км²).
Расовий склад населення:
| - 93,8 % — білих - 1,1 % — чорних або афроамериканців - 0,4 % — корінних американців - 2,5 % — осіб інших рас |

До двох чи більше рас належало 2,1 %. Частка іспаномовних становила 5,8 % від усіх жителів.
За віковим діапазоном населення розподілялося таким чином: 23,6 % — особи молодші 18 років, 60,1 % — особи у віці 18—64 років, 16,3 % — особи у віці 65 років та старші. Медіана віку мешканця становила 36,7 року. На 100 осіб жіночої статі у місті припадало 90,8 чоловіків;  на 100 жінок у віці від 18 років та старших — 88,5 чоловіків також старших 18 років.
Середній дохід на одне домашнє господарство  становив 47 013 долари США (медіана — 40 645), а середній дохід на одну сім'ю — 55 471 долар (медіана — 49 276). Медіана доходів становила 36 875 доларів для чоловіків та 29 257 доларів для жінок. За межею бідності перебувало 21,2 % осіб, у тому числі 30,3 % дітей у віці до 18 років та 23,3 % осіб у віці 65 років та старших.
Цивільне працевлаштоване населення становило 1311 осіб. Основні галузі зайнятості: освіта, охорона здоров'я та соціальна допомога — 20,5 %, виробництво — 15,2 %, роздрібна торгівля — 12,5 %.